# Тръстиково (област Варна)
 За другото българско село вижте Тръстиково (Област Бургас).  
Тръстиково е село в Североизточна България. То се намира в община Аврен, област Варна и е на около 4 км от село Падина. Старото му име е Брестино.

## Население
Около 630 човека, по последни данни от преброяването. Тръстиково разполага с жп спирка по линията от София за Варна. 
Празник на селото е 11-ти май - денят на Кирил и Методий по църковния календар. Датата е избрана, тъй като църквата в Тръстиково е посветена на светите братя. Училище в делото, построено през 1885 година, е действащо и също е посветено на Кирил и Методий. В началото училището е частно, като спира дейността си по време на Сръбско-българската война. Дейността му е възстановена през 1888 година, като училището продължава да е частно и наброява 16 ученици. През 1896 година става държавно, по това време в него учат 36 деца. Днес училището има собствен уебсайт.

В селото има общност на Евангелската методистка епископална църква.

### Етнически състав

#### Преброяване на населението през 2011 г.
Численост и дял на етническите групи според преброяването на населението през 2011 г.:
|                     | Численост | Дял (в %) |
| Общо                | 602       | 100.00    |
| Българи             | 337       | 55.98     |
| Турци               | 41        | 6.81      |
| Цигани              | 86        | 14.28     |
| Други               | 26        | 4.31      |
| Не се самоопределят | 109       | 18.10     |
| Неотговорили        | 3         | 0.49      |

## Личности
- Тодор Дончев (1930 – 2013), български инженер и генерал-майор